# Bernhard Thiel
Bernhard Thiel (* 30. September 1953 in Heide (Ortsteil von Wiednitz)) ist ein deutscher Tischtennisspieler. Er gehörte in den 1980er Jahren zu den besten Spielern der DDR.

## Werdegang
Thiel begann 1960 beim Verein BSG Aktivist Heide mit dem Tischtennissport. In den 1970er Jahren spielte er beim Verein FC Carl Zeiss Jena. Um 1981 wechselte er zu Sachsenring Zwickau (dem Vorgänger des heutigen FSV Zwickau), um 1988 trat er in der DDR-Oberliga für Stahl Finow an. 1983 wurde er DDR-Meister im Einzel und im Doppel mit Andreas Mühlfeld. Sieben Mal erreichte er das Endspiel:
- 1974 Niederlage im Einzel gegen Diethelm Bessert
- 1981 Endspiel im Doppel (mit Andreas Mühlfeld) und im Mixed (mit Karin Kromnik)
- 1985 Endspiel im Doppel (mit Andreas Mühlfeld)
- 1987 Niederlage im Einzel gegen Andreas Mühlfeld
- 1988 Endspiel im Doppel (mit Siegmar Bessert)
- 1990 Endspiel im Mixed (mit Kathrin Ziesche)

Im 1. DTTV Ranglistenturnier in Zwickau 1976 belegte er Platz eins. Von 1985 bis 1986 spielte er bei BMK Ost IB Fürstenwalde, danach schloss er sich dem SV Stahl Finow an, mit dessen Herrenmannschaft er von 1987 bis 1989 drei Mal in Folge die DDR-Meisterschaft gewann.
In die DDR-Nationalmannschaft wurde Thiel mehrmals berufen, etwa 1976 bei Länderkämpfen gegen Polen.
Später nahm er an zahlreichen Seniorenturnieren teil. Dabei gewann er bei den deutschen Seniorenmeisterschaften bis 2009 insgesamt 10 Titel. Zusammen mit Gerd Werner wurde er 2009 Senioren-Europameister im Doppel Ü50 und 2014 Dritter im WM-Doppel Ü60. Bei der WM 2018 siegte er in der Altersklasse Ü65 im Doppel mit Petr Polak (Tschechien), im Einzel erreichte er das Endspiel.
Einige weitere Vereinsstationen nach 1990 waren Tennis Borussia Berlin (ab 1991), Marzahner Tischtennisverein (MTTV) „Violetta“ (um 1997), Blau-Weiß Petershagen (etwa 2001 bis 2006) und CFC Hertha 06 (um 2008 bis 2017). Seitdem gehört er dem TTC Finow Eberswalde an.

## Privat
Thiel studierte an der Universität Jena. Sein Sohn Sebastian Borchardt brachte es im Tischtennis zu Regionalligastärke.